# Inga polyantha
Inga polyantha är en ärtväxtart som beskrevs av Adolpho Ducke. Inga polyantha ingår i släktet Inga och familjen ärtväxter. Inga underarter finns listade i Catalogue of Life.